# Mummadikaval, Piriyapatna
Mummadikaval là một làng thuộc tehsil Piriyapatna, huyện Mysore, bang Karnataka, Ấn Độ.